# 杜黑 (指揮家)
杜黑（1944年4月4日—），遼寧省蓋平縣人，生於四川成都。財團法人台北愛樂文教基金會創辦人與藝術總監、指揮家、教育家。中國文化大學音樂系理論作曲組、美國伊利諾大學合唱指揮碩士班畢業並進入博士班，1988年創立財團法人台北愛樂文教基金會，1997年榮獲國家文化藝術基金會頒發之第一屆國家文藝獎。

## 獲獎與榮譽
- 第8屆金曲獎最佳古典音樂唱片、最佳演唱人、最佳唱片製作人（專輯《映象中國》）
- 第9屆金曲獎最佳作曲人（專輯《馬蘭姑娘》）
- 第13屆金曲獎最佳宗教音樂專輯、最佳作曲人（專輯《佛說阿彌陀經》）
- 第1屆國家文化藝術基金會文藝獎
- 中國文藝協會九十四年榮譽文藝獎章

## 外部連結
- 台灣音樂群像資料庫-杜黑 （页面存档备份，存于）
- 財團法人台北愛樂文教基金會官網-藝術總監 （页面存档备份，存于）